# Michael Goldmann-Gilead

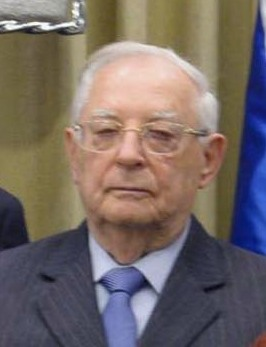
Michael Goldmann-Gilead

Michael Goldmann-Gilead (hebräisch מיכאל גולדמן-גלעד; * 26. Juli 1925 in Katowice, Woiwodschaft Schlesien, Polen) ist ein israelischer Polizeioffizier, der als Vernehmer des NS-Verbrechers Adolf Eichmann bekannt wurde.

## Leben und Wirken
Michael Goldmann-Gilead überlebte als Jude das KZ Auschwitz durch Flucht, bei der ihm nach eigenen Angaben eine polnische Familie geholfen hatte. Ende der 1940er Jahre gelangte er über Italien und Zypern nach Israel, wo er eine Polizeiausbildung absolvierte. Goldmann-Gilead verlor durch den Holocaust zahlreiche Familienangehörige. Als KZ-Häftling wurde er vom SS-Oberscharführer Josef Schwammberger mit 80 Peitschenhieben auf das entblößte Gesäß traktiert, was auch Gegenstand im Eichmann-Prozess war.
Goldmann-Gilead war bei der Hinrichtung Adolf Eichmanns im Ajalon-Gefängnis in Ramla im Mai 1962 persönlich anwesend. Er habe dabei keine Rachegefühle o. ä. empfunden, erklärte er später. Goldmann-Gilead schüttete nach dessen Hinrichtung Eichmanns Krematoriumsasche außerhalb der israelischen Hoheitsgewässer ins Mittelmeer. Über Eichmann äußerte Goldmann-Gilead: „Eichmann war nicht nur Befehlsempfänger, er war ein Judenhasser, der sich gezielt für die Liquidierung der Juden eingesetzt hat.“
Die Willkür in den deutschen Konzentrationslagern beschrieb er mit den Worten: "Die SS benutzte ihre Waffen wie Insektenspray".

## Persönliches
Goldmann-Gilead ist verheiratet und Vater von fünf Kindern. Er spricht Deutsch, Polnisch und Russisch.

## Auszeichnungen
- 2018: Verdienstorden des Landes Brandenburg[11][9]